# Michael Bevan
Michael Bevan (nacido el 8 de mayo de 1970) es un exjugador de críquet australiano. Bevan jugó 232 partidos de One Day International para Australia y formó parte de los equipos de 1999 y 2003 que ganaron la Copa Mundial de Cricket. Jugó 18 partidos de Test Cricket para Australia, anotando 785 carreras con un promedio de 29.07 En enero de 2011, Bevan fue anunciado como entrenador del equipo IPL Kings XI Punjab.

## Trayectoria deportiva
El 14 de abril de 1994, Bevan hizo su debut en One Day International para Australia contra Sri Lanka. Debutó en Test Cricket contra Pakistán el 28 de septiembre de 1994. Bevan ganó el premio al jugador de críquet nacional de primera clase del año en 2004-05 después de anotar un récord de 1.464 carreras con 97,60 en la competencia de cuatro días. Sin embargo, sus últimas dos temporadas se vieron interrumpidas por lesiones en los flexores de la rodilla y la cadera. El 17 de enero de 2007, Bevan anunció su retiro de todas las formas de críquet.